# The Allman Joys

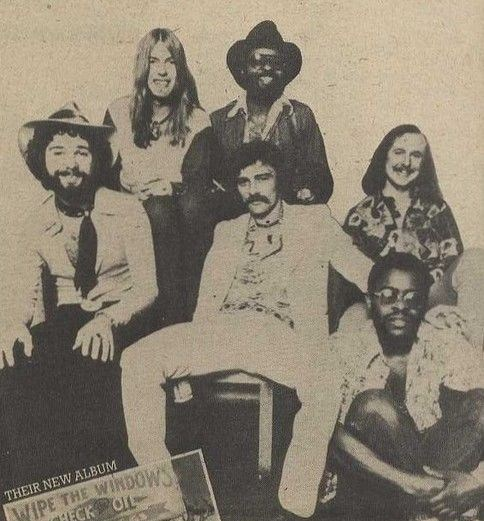
The Allman Brothers Band en 1976

The Allman Joys fue una agrupación conformada por los hermanos Duane y Gregg Allman, anterior a la reconocida agrupación The Allman Brothers Band. Originalmente se llamó the Escorts. Duane Allman abandonó la escuela para dedicarse de lleno a la práctica de la guitarra, motivado por los sonidos musicales de la época, y decidido a formar una banda de renombre. Eventualmente, formaría el grupo Hour Glass, que más tarde se convertiría en The Allman Brothers Band.

## Músicos
- Gregg Allman - órgano
- Duane Allman - guitarra
- Bobby Dennis - guitarra
- Jack Jackson - guitarra
- Mabron McKinney - bajo
- Ralph Ballinger -bajo
- Bill Connell - batería
- Bob Keller - bajo
- Ronnie Wilkins - piano
- Charlie Winkler - guitarra
- Allison Miner - voz
- Maynard Portwood - batería
- Doug Montague - bajo
- Mike Alexander - bajo

## Discografía
- Early Allman – Featuring Duane and Gregg Allman (1973)